# Over the Rainbow
«Over the Rainbow» (en español: 'Sobre el arcoíris') es una balada escrita para la película El mago de Oz, de 1939, ganadora del premio Óscar a la mejor canción original. El autor de la música fue Harold Arlen y el de la letra fue Yip Harburg. Es, junto a «Singin' in the Rain», una de las canciones más representativas del cine estadounidense.
Especialmente escrita para Garland, la canción acompañaría a la actriz durante toda su vida: en todas sus apariciones públicas se le pedía que la cantara y desde su repentina muerte siempre se le ha relacionado con ella, con el Séptimo Arte, y su letra y melodía han sido toda una fuente de inspiración para muchos.
La canción ha sido considerada en numerosas ocasiones una de las más grandes del siglo XX, aunque se dice que en su momento casi fue eliminada del filme. En teoría, la canción disminuía el ritmo de la película, pues la mayor parte de la música en la misma es más enérgica, en contraste con esta suave melodía. Además, los productores en un principio no querían que hubiera ninguna canción en la parte en blanco y negro de la película. Tiene frecuentes referencias instrumentales a la canción a lo largo del filme, incluida la secuencia inicial.
Parte de la canción se eliminó en la película. Había un verso adicional, cuando el personaje de Dorothy estaba encerrada en un cuarto del castillo de la bruja, esperando la muerte. Una grabación de un ensayo sobrevivió y fue incluida en el CD de lujo de la cinta.
Garland escribió sobre esta canción a Arlen: 

«"Over the Rainbow" se ha convertido en parte de mi vida. Simboliza tan bien los deseos y sueños de la gente que estoy segura de que ése es el motivo por el que la gente llora cuando la oye. La he cantado cientos de veces y sigue siendo la canción que llevo más cerca del corazón.»

## Versión de Ariana Grande
La cantante estadounidense Ariana Grande lanzó una versión en vivo de la canción bajo el título «Somewhere Over the Rainbow». Fue publicada el 6 de junio de 2017 a través de Republic Records como un sencillo benéfico para recaudar fondos después del atentado en Mánchester ocurrido ese año.

### One Love Manchester y lanzamiento

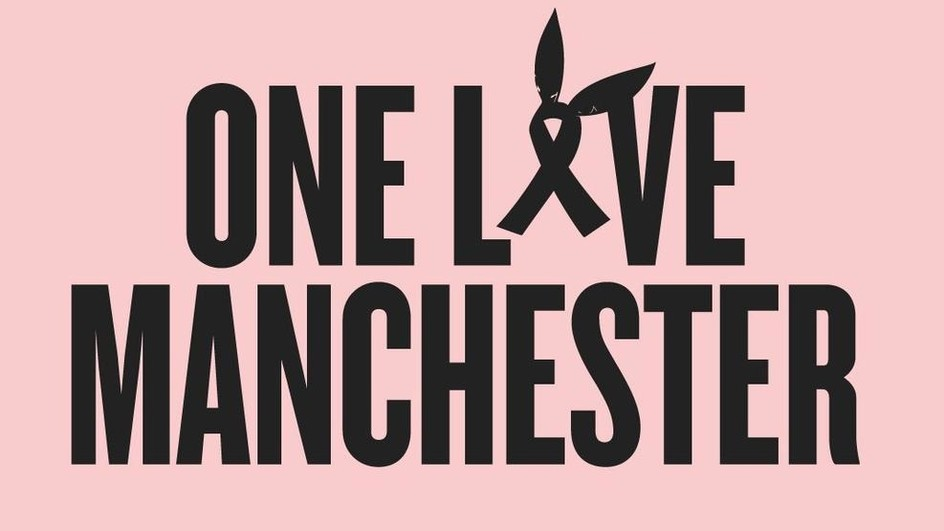
Logo oficial del concierto benéfico «One Love Manchester».

Después del atentado terrorista en Mánchester ocurrido el 22 de mayo de 2017, Grande publicó cinco días después una extensa carta donde anunciaba su regreso a la ciudad para ofrecer un concierto benéfico y conmemorar a las víctimas, además de recaudar fondos para las familias de los fallecidos en su concierto y para los servicios de emergencia de la ciudad. El 30 de mayo de 2017 se anunció que el concierto se celebraría el 4 de junio en el Emirates Old Trafford en Mánchester. Allí fue acompañada por otros artistas como Katy Perry, Miley Cyrus, Justin Bieber, Coldplay, Little Mix, Take That, Mac Miller, entre otros más que se unieron a la causa. En la culminación del evento, ella interpretó la canción para finalizarlo.
Con el motivo de recaudar más fondos, Grande lanzó en plataformas digitales la canción interpretada en vivo el 6 de junio de 2017, dos días después de la celebración del One Love Manchester.

### Portada
La portada de la canción está compuesta por un fondo negro con el título de la canción escrito en letras blancas colocadas en el centro, el nombre de Grande en la parte centro-inferior escrito en letras rosa pastel, y el subtítulo Live From Manchester bajo su nombre con una letra un poco más pequeña. En la parte centro-superior de la carátula se encuentra el símbolo de «#PrayForManchester» (popularizado en redes sociales después del atentado), compuesto por un lazo negro sobre un fondo rosa y en su parte superior se encuentran unas orejas de conejo como característica de la era musical del álbum Dangerous Woman (2016).

### Listas de canciones
- Descarga digital - Streaming[4]

| N.º | Título                                              | Duración |  |
| 1.  | «Somewhere Over the Rainbow» (Live from Manchester) | 4:32     |  |

### Presentaciones en vivo
Después de que Grande la interpretara en el concierto benéfico, la añadió a la lista de canciones de la gira Dangerous Woman Tour cuando decidió retomarla.
En la 97.ª edición de los Premios Óscar celebrado el 2 de marzo de 2025, Ariana Grande interpretó la canción en el inicio de la ceremonia para rendir homenaje a la película y referenciar su papel en la película Wicked (con la que Ariana Grande recibió una nominación a mejor actriz de reparto).

### Posicionamiento en listas
| Lista (2017)                   | Mejor posición |
| ------------------------------ | -------------- |
| Reino Unido (UK Singles Chart) | 60             |

### Historial de lanzamiento
| Región | Fecha              | Formato                     | Discográfica     | Ref.  |
| ------ | ------------------ | --------------------------- | ---------------- | ----- |
| Varios | 6 de junio de 2018 | Descarga digital, streaming | Republic Records | [ 4 ] |

## Otras versiones de la canción
Cientos de cantantes han grabado o cantado en vivo sus propias versiones de «Over the Rainbow», entre ellos:
1. Timmy Torner
2. Angela Zhang
3. Anita Bryant
4. Aretha Franklin
5. Ariana Grande (en vivo en "One Love Manchester)
6. Art Tatum
7. Aselin Debison
8. Barbra Streisand
9. timmy torner
10. Bill Frisell (álbum On Broadway - Vol. 1)
11. Billy Stewart
12. Brandi Carlile
13. Bruce Dickinson
14. Buckethead (grabado como Somewhere over the Slaughterhouse)
15. Beyoncé
16. Carly Rose Sonenclar (en The X Factor)
17. Céline Dion
18. Celtic Woman
19. Chipper Cooke
20. Chris Impellitteri
21. Christina Aguilera Live and My Reflection DVD
22. Cliff Richard
23. Collabro
24. Connie Talbot
25. Coque Malla
26. Cosmic Gate
27. Cristian Pardiñas
28. Dave Brubeck
29. David Bowie
30. Deep Purple
31. Doogie White
32. Doris Day
33. Edyta Górniak
34. Ella Fitzgerald
35. Elvis Presley
36. Enya (instrumental)
37. Erasure
38. Eric Clapton
39. Eva Cassidy
40. Eydie Gormé
41. Faith Hill
42. Ferran Blasco
43. Ferrante & Teicher (instrumental)
44. Frank Sinatra
45. Freddie Wadling
46. Gabrielle Goodman
47. Gene Vincent
48. Girls' Generation
49. Gin Wigmore
50. Glee
51. Glenn Miller
52. Guy Sebastian
53. Harry Connick, Jr.
54. Harry Nilsson
55. Harry Styles
56. Hayley Westenra
57. Il Divo
58. Impellitteri
59. Isaac & Nora (álbum ''Jazz & Love Studies'')
60. Israel Kamakawiwoʻole (grabada como Somewhere over the Rainbow, incluye letra de la canción What a Wonderful World, de Louis Armstrong)
61. Jason Castro (participante de American Idol USA)
62. Jason Mraz
63. Jake Shimabukuro
64. James Poole
65. Jamie
66. Jane Monheit
67. Jennifer Hudson
68. Jerry Lee Lewis
69. Jewel
70. Jeff Beck
71. Jo Stafford
72. Johnny Mathis
73. John Petrucci Jordan Rudess
74. Joey Foxx
75. Julio Mazziotti (piano)
76. Karen (versión Trance ´94)
77. Katharine McPhee
78. Katherine Jenkins
79. Keith Jarrett (solo de piano)
80. Kenny G
81. Kerli Koiv
82. Kimberley Locke
83. Kyla
84. Kylie Minogue
85. Lady Gaga (versión en directo)
86. La Máquina de Hacer Pájaros (fragmento de Marilyn, la Cenicienta y las mujeres)
87. Lea Michele
88. Leona Lewis
89. Leon Russell
90. Linda Eder
91. Lorena Miranda
92. Louis Armstrong
93. Luiza Possi
94. Maceo Parker
95. Mägo de Oz (CD Belfast + versión instrumental)
96. Mandy Patinkin
97. María José Quintanilla (titulada como Cerca del arcoiris)
98. Mariah Carey
99. Martina McBride
100. Marusha
101. Matthew Morrison y Mark Salling
102. Me First and the Gimme Gimmes
103. Melissa Manchester
104. Michael Ball
105. Miles Davis
106. Nana Mouskouri
107. Nikka Costa
108. Nina Hagen
109. NoFX
110. Norah Jones
111. Nikki Yanofsky (álbum Ella...of Thee I Swing, versión en vivo y álbum Nikki)
112. Olivia Newton-John
113. Pablo Abraira
114. Paloma San Basilio (en español con letra de José Luis Perales, y también en inglés)
115. Pasión Vega (en 2013 en el CD benéfico del barítono malagueño Carlos Álvarez, Carlos Álvarez y amigos)
116. Patti LaBelle
117. Pink (versión en vivo en la ceremonia de los Premios Óscar de 2014)
118. Pink Floyd (versión en vivo; solo de guitarra)
119. Phil Collins
120. Phish
121. Plácido Domingo
122. Queen
123. Ray Charles
124. Reel Big Fish
125. Renee Olstead
126. Renée Zellweger (en la película Judy)
127. La Rana René (en El Show de los Muppets, con Alice Cooper)
128. Richard Clayderman
129. Rico Rodríguez
130. Rita Lee
131. Ritchie Blackmore's Rainbow (versión en vivo; solo intro de guitarra)
132. Roko (álbum Saudade Chill & Saudade Dance, con Ferrara)
133. Rosenshontz
134. Rufus Wainwright
135. Russian Red
136. Salad Fingers
137. Santo & Johnny (instrumental)
138. Sarah Brightman
139. Sarah Vaughan
140. Shawn Mcdonald
141. Shayne Ward
142. Shirley Bassey
143. Solène (versión en francés, Là-bas, au-delà de l'arc-en-ciel, acompañada por un arpa eléctrica)
144. Soulfly
145. Stan Getz
146. Stanley Jordan
147. Steve Stevens
148. Straight No Chaser (álbum With a Twist; aparece como I'm Yours/Somewhere over the Rainbow)
149. Super Tall Paul
150. Susan Boyle
151. Susannah McCorkle
152. The Blanks
153. The Innocence Mission
154. The Marcels
155. The Mystics
156. The Modern Jazz Quartet (álbum Fontessa)
157. The Ohio Players
158. The Peddlers
159. The Piano Guys
160. The Platters
161. The Smashing Pumpkins (versión en directo, titulada Silverfuck/Over the Rainbow live in London 1994)
162. Tom Waits
163. Tommy Emmanuel
164. Tony Bennett
165. Tony O'Malley
166. Tori Amos
167. Troye Sivan
168. Vera Lynn
169. Vic Damone
170. Virginia Labuat
171. Willie Nelson
172. Yazmin, Concierto 5, La Academia 9
173. Yngwie Malmsteen (solo de guitarra eléctrica)